# 尾竹橋通り
尾竹橋通り（おたけばしどおり）は、東京都足立区東伊興二丁目から東京都荒川区を経由して東京都台東区根岸二丁目に至る、東京都市計画道路補助100号線として整備された道路の通称である。

## 概要
途中、隅田川に架かる尾竹橋を通ることから、この名が付けられた。東京都足立区 - 東京都荒川区を縦貫し、埼玉県東部と東京都心東部を結ぶ道路の一つである。
正式名称は、以下のようになっている。
1. 東京都足立区東伊興二丁目（埼玉県境にある谷塚橋） - 東京都足立区東伊興二丁目（伊興白幡交差点）：東京都道103号吉場安行東京線（安行街道）
2. 東京都足立区東伊興二丁目（伊興白幡交差点） - 東京都足立区千住桜木二丁目：東京都道461号吾妻橋伊興町線（墨堤通り）
3. 東京都足立区千住桜木二丁目 - 東京都台東区根岸二丁目（鶯谷駅前）：東京都道313号上野尾竹橋線（全線が尾竹橋通りである）

根岸二丁目から三河島駅前までの通りは「改正道路」と呼ばれ、1926年（大正15年）10月31日に開通した。宮地ロータリーから尾竹橋まで延長されたのは、1932年（昭和7年）である。